# Marco Weber
Marco Weber (28 september 1982) is een voormalig Duits langebaanschaatser. Hij was gespecialiseerd in de lange afstanden, maar deed ook mee aan allround kampioenschappen.
Tijdens het EK Allround 2006 in Hamar werd Weber 22e. In maart 2008 behaalde hij tijdens de ploegenachtervolging de bronzen medaille, daarmee onder meer Canada verslaand.

## Persoonlijke records
| Afstand      | Tijd     | Datum            | Baan           |
| ------------ | -------- | ---------------- | -------------- |
| 500 meter    | 37,74    | 12 januari 2008  | Kolomna        |
| 1000 meter   | 1.13,69  | 23 maart 2002    | Calgary        |
| 1500 meter   | 1.50,39  | 24 februari 2007 | Calgary        |
| 3000 meter   | 3.48,177 | 28 november 2009 | Calgary        |
| 5000 meter   | 6.25,16  | 3 maart 2007     | Calgary        |
| 10.000 meter | 13.09,36 | 19 februari 2011 | Salt Lake City |

## Resultaten
| Jaar | EK Allround | WK Allround | WK Afstanden                          | Olympische Spelen     | WK Junioren         |
| ---- | ----------- | ----------- | ------------------------------------- | --------------------- | ------------------- |
| 2001 |             |             |                                       |                       | 11e                 |
| 2002 |             |             |                                       |                       | 4e 7e achtervolging |
| 2003 |             |             | 21e 5000m                             |                       |                     |
| 2004 |             |             |                                       |                       |                     |
| 2005 | 15e         |             | 20e 5000m 7e 10.000m                  |                       |                     |
| 2006 | NC22        |             |                                       |                       |                     |
| 2007 |             |             | 16e 5000m 8e 10.000m                  |                       |                     |
| 2008 | NC15        |             | 7e 5000m · 6e 10.000m · achtervolging |                       |                     |
| 2009 | NC19        |             | 11e 5000m 8e 10.000m 7e achtervolging |                       |                     |
| 2010 | NC21        | NC23        |                                       | 23e 5000m 10e 10.000m |                     |
| 2011 |             |             | 8e 10.000m 4e achtervolging           |                       |                     |
| 2012 |             |             | 7e 10.000m 6e achtervolging           |                       |                     |
| 2013 |             |             | 16e 5000m 7e 10.000m 6e achtervolging |                       |                     |

NC# = niet gekwalificeerd voor de laatste afstand 

### Medaillespiegel
| Kampioenschap | Goud | Zilver | Brons |
| ------------- | ---- | ------ | ----- |
| WK Afstanden  | 0    | 0      | 1     |